# 聖者 (仏教)
聖者（しょうじゃ、せいじゃ、梵: ārya、巴: ariya、蔵: 'phags pa）とは、仏教において煩悩を捨てて、(四諦、十二縁起などの)正しい理法（）を証得（）した者。